# 보리스 파시

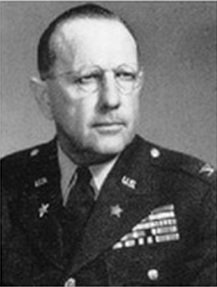

보리스 파시(Boris Pash, 본명: 보리스 테오도르 파시, Boris Theodore Pash, 보리스 표도로비치 파슈코프스키, 러시아어: Борис Фёдорович Пашковский, 1900년 6월 20일 – 1995년 5월 11일)는 미국 육군 군사정보 장교였다. 제2차 세계 대전 중 알소스 임무를 지휘했으며 대령 계급으로 퇴역했다.

## 대중 문화
파시는 크리스토퍼 놀란의 2023년 영화 오펜하이머 (영화)에서 케이시 애플렉이 연기했다.